# Mycetophila schajovskoyi
Mycetophila schajovskoyi är en tvåvingeart som beskrevs av Duret 1980. Mycetophila schajovskoyi ingår i släktet Mycetophila och familjen svampmyggor. Inga underarter finns listade i Catalogue of Life.